# Sans Sault Rapids
Sans Sault Rapids är en fors i Kanada.   Den ligger i territoriet Northwest Territories, i den centrala delen av landet, 3 900 km nordväst om huvudstaden Ottawa. Sans Sault Rapids ligger 23 meter över havet.
Terrängen runt Sans Sault Rapids är platt åt nordväst, men åt sydost är den kuperad. Trakten runt Sans Sault Rapids är nära nog obefolkad, med mindre än två invånare per kvadratkilometer.. Det finns inga samhällen i närheten.